# La Marolle-en-Sologne
La Marolle-en-Sologne là một xã thuộc tỉnh Loir-et-Cher trong vùng Centre-Val de Loire miền trung nước Pháp.